# Silvia Balletti

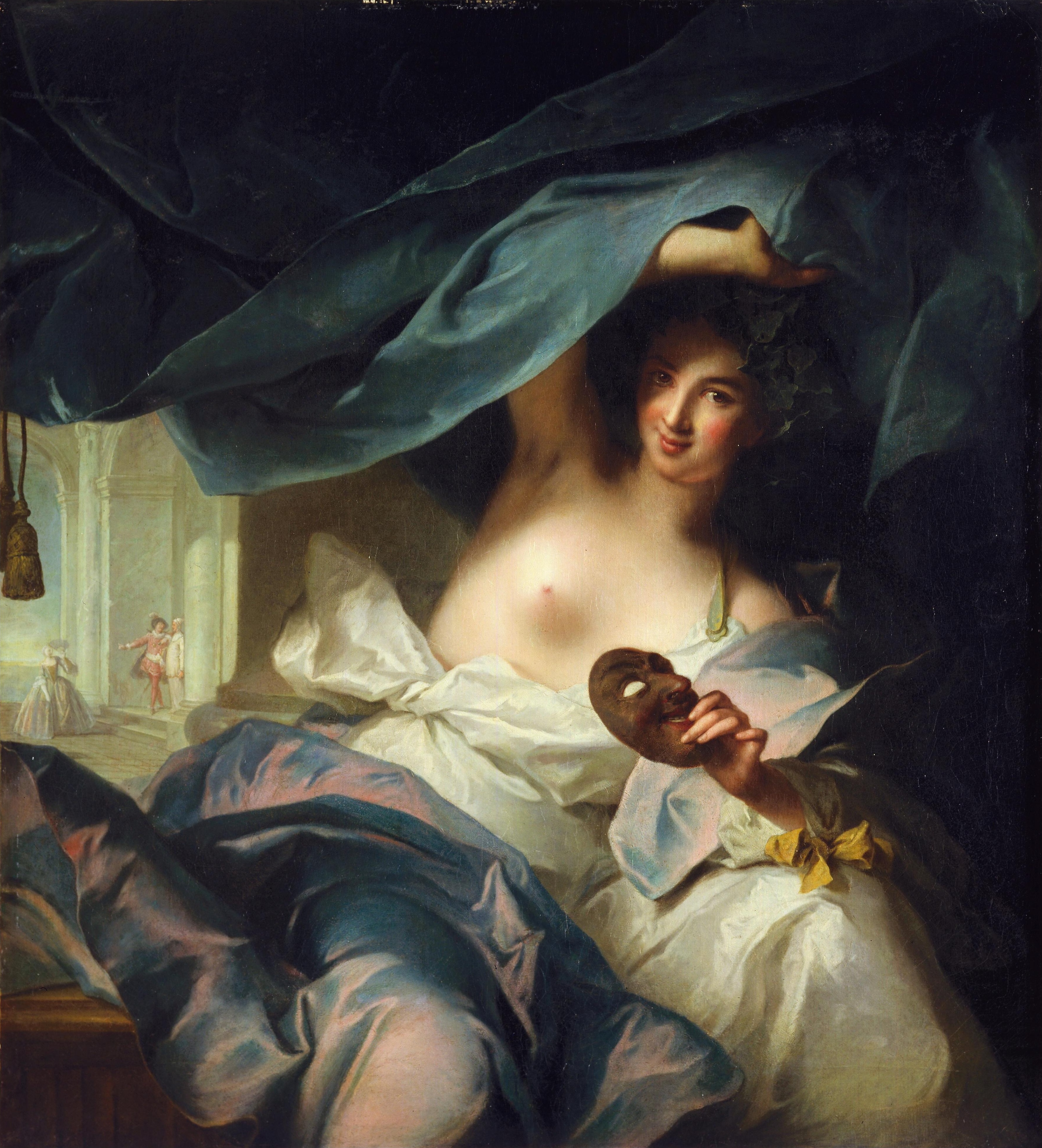
Jean-Marc Nattier: Silvia Balletti, die Casanova verehrte, in einer allegorischen Darstellung als Thalia, in der linken Hand eine Moretta muta; Öl auf Leinwand, 135,9 mal 124,5 cm, 1739, Fine Arts Museums of San Francisco

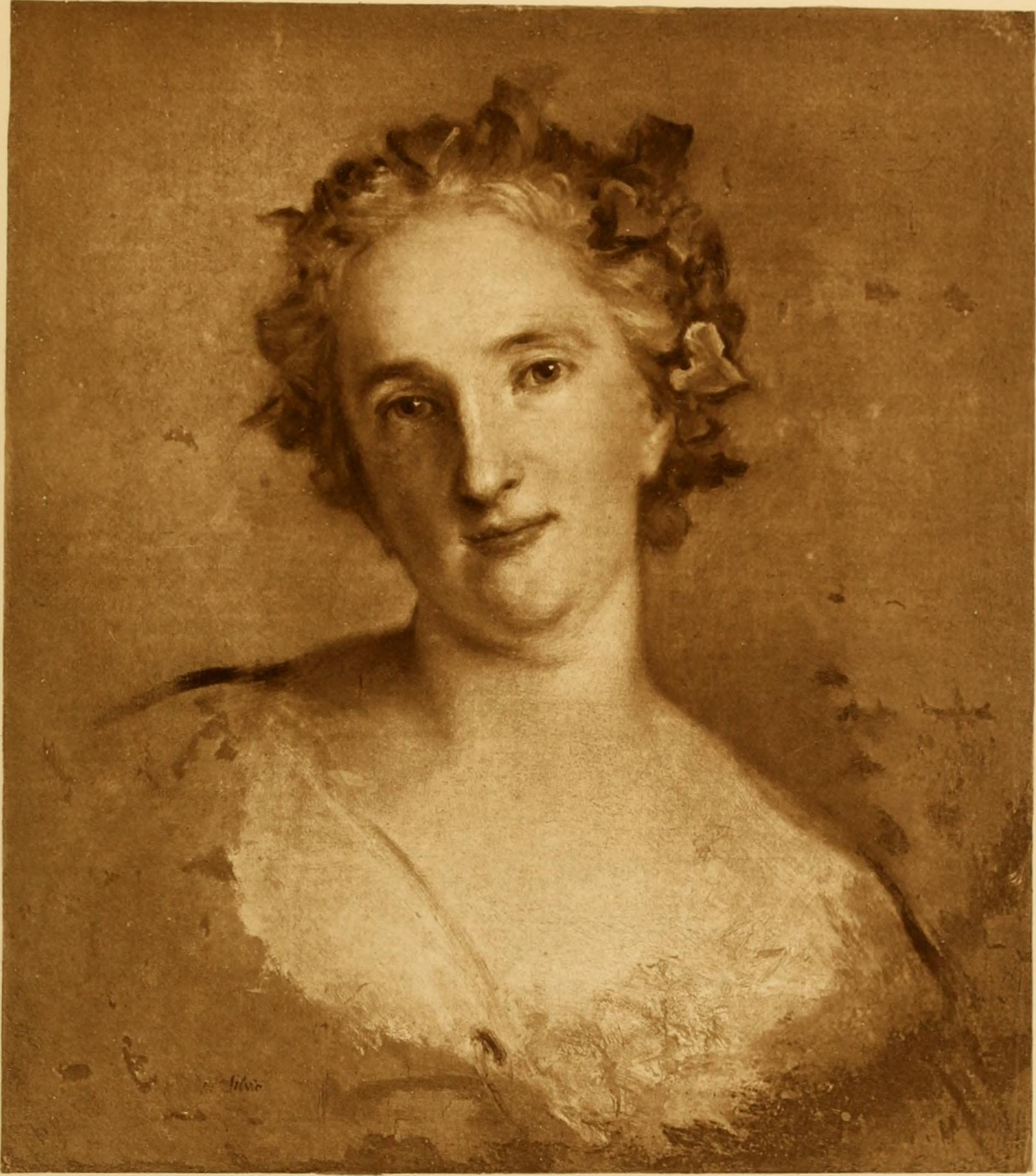
Jean-Marc Nattier: Portrait de M^{elle} Sylvia, de l‘Opéra, 47 mal 41 cm, abgebildet in: Collection Defer-Dumesnil. Catalogue de tableaux, dessins, aquarelles, gouaches and miniatures des écoles Allemande, Espagnole, Flamande, Française, Hollandaise, et Italienne …, composant la collection Defer-Dumesni, Paris 1900, nach S. 8 (Katalog zur Versteigerung im Mai 1900)

Silvia Balletti (* 27. Juni 1701 in Toulouse; † 16. September 1758 in Paris), geborene Zanetta Rosa Guglielma Benozzi, gilt als die berühmteste und vielseitigste Schauspielerin im Frankreich ihrer Zeit.

## Leben

### Herkunft, Paris (ab 1716), Debüt, Ehe mit GiuseppeMarioBalletti
Ihre Eltern waren Antonio Benozzi und Clara Mascara, die einer Schauspielertruppe in Toulouse angehörten. Die italienischen Schauspieler, die 1697 Paris hatten verlassen müssen, durften 1716 wieder in die französische Hauptstadt zurückkehren.
In diesem Jahr 1716 trug die junge Schauspielerin den Künstlernamen Silvia in der Rolle der zweiten amorosa neben ihrer Cousine Elena Balletti, genannt Flaminia (Silvia heiratete bald ihren Bruder Giuseppe). Beide spielten in der Schauspielerkompanie des Luigi Riccoboni; letzterer nannte sich Lélio. Ihr Debüt hatte Silvia Balletti am 18. Mai 1716 im Saal des Palais Royal in der Komödie Heureuse surprise, doch verblasste die kaum 15-Jährige noch neben ihrer Cousine, mit der sie in heftiger Rivalität lag. Dennoch hatte sie wohl in Toulouse schon so viel Erfahrungen gesammelt, dass sie bei Hof auftreten durfte.
Am 25. April 1718, als Le naufrage au Port-à-l'Anglais ou les nouvelles débarquées von Jacques Autreau aufgeführt wurde, hatte sie den Rückstand gegenüber Flaminia bereits aufgeholt. Riccoboni versuchte, die beiden temperamentvollen Schauspielerinnen gleichermaßen mit guten Rollen auszustatten und den immer wieder aufflammenden Streit zu schlichten.
1720 heiratete Silvia Giuseppe Mario Balletti. Das Paar hatte vier Kinder. 1724 brachte sie Antonio Stefano zur Welt, 1730 Luigi Giuseppe, 1736 Guglielmo Luigi und 1740 Maria Maddalena, die Casanova später als Manon liebte.

### Durchbruch (1720), Marivaux, bedeutendste Schauspielerin der italienischen Truppe
Silvia Balletti erlebte ihren Durchbruch bereits mit kaum 19 Jahren. Am 14. Juli 1720 machte sie sich in Autreaus‘ Les amants ignorants einen Namen, ebenso wie am 17. Oktober desselben Jahres in Pierre Carlet de Marivaux’ Arlequin poli par l'amour, in dem sie die Rolle der naiven Hirtin mit so glaubhafter Einfachheit und Anmut spielte, dass sie nun endgültig ihre Cousine in den Schatten stellte. Am 3. Mai 1722 besiegelte ein beispielloser Erfolg mit Marivaux’ Stück, La surprise de l'amour, ihren endgültigen Triumph. Darin überwindet das Verlieben die Standesunterschiede.
Schon jetzt bot sie Marivaux einen Frauentypus voller Anmut und Klugheit, scharfem Witz und zarter Empfindsamkeit. Selbst D'Alembert, ansonsten skeptisch gegenüber den Schauspielern der Comédie italienne, hob die vollkommene künstlerische Übereinstimmung zwischen der Schauspielerin und dem Schriftsteller hervor, wobei Erstere dessen Rates bereits nicht mehr bedürfe. Von den Stücken Marivaux‘ waren besonders erfolgreich: La double incostance (6. April 1723), Le dédain affecté (26. Dezember 1724), Le prince travesti ou l'illustre aventurier (5. Februar 1724) oder L'île des esclaves (5. März 1725).
Doch nun kam es zu Spannungen und Verdächtigungen, vor allem durch Giuseppe Balletti, den sie im Juni 1720 geheiratet hatte. Es folgten Skandale, die auch die gerade entstehende Öffentlichkeit beschäftigten, so dass Marivaux sich während des gesamten Jahres 1726 ostentativ in Schweigen hüllte.
Doch Silvia Balletti konnte selbst den nun von anderen, weniger Begabten, verfassten Werken Leben abgewinnen. Diese Werke waren François-Antoine Jollys La capricieuse (11. Mai 1726) und Pierre-François Godart de Beauchamps‘ Le portrait (9. Januar 1727). 1729 war sie längst die wichtigste Schauspielerin der Truppe.
Am 18. Juni 1729, nachdem sich Riccoboni und seine Frau von der Bühne zurückgezogen hatten, hielt sie gar eine Art Rede zur Verteidigung der Frauenrechte, gefolgt von einer Komödie von Marivaux, nämlich La nouvelle colonie ou la ligue des femmes. Wieder erwies sich die Zusammenarbeit der beiden als Voraussetzung für weitere Erfolge, wie etwa Le jeu de l'amour et du hasard (1730), Les fausses Confidences (1737) oder L'épreuve (1740). 1749 trat sie jedoch die Rolle der prima amorosa an die berühmte Madame Favart (Marie Duronceray) ab und übernahm die altersgemäße Rolle der adligen Mutter.

### Freundschaft mit Casanova (1750)
1750 lernte Balletti durch ihren Sohn Antonio Stefano Balletti den Venezianer Giacomo Casanova kennen – ihre Beziehung bleibt jedoch unklar. Auch stellte sich der Venezianer Silvias Mann vor, der sich Mario nannte, wie Casanova sich erinnert, denn ‚die Franzosen hatten damals die Gewohnheit, die italienischen Schauspieler nur mit den Namen zu bezeichnen, die sie auf der Bühne trugen‘. In jedem Falle bewunderte er in ihr die großartige Schauspielerin und die Mutter seines Freundes, den er in Italien kennengelernt hatte, um deren Gunst sich selbst Autoren mit der Feder stritten, etwa in Form von Satiren. Auch lernte er ihre Schwester Flaminia kennen, die sich durch Übersetzungen hervorgetan hatte (2, 8). Doch glaubte Casanova, die 60-Jährige wolle den 25-Jährigen demütigen – als er sie bei einem Aussprachefehler ertappte, so berichtet er, habe sie ihr 80-jähriger Mann Luigi Riccoboni zum Schweigen gebracht. Fortan behauptete sie, Casanova sei ein Betrüger.
‚Sylvia‘ Balletti war, wie er schreibt: ‚ungefähr fünfzig Jahre alt, hatte einen eleganten Wuchs, edlen Gesichtsausdruck, gewandte Manieren, sie war liebenswürdig, lachlustig, fein in ihren Bemerkungen, entgegenkommend gegen jedermann, geistvoll und durchaus anspruchslos. Ihr Gesicht war ein Rätsel; denn es flößte ein sehr lebhaftes Interesse ein, gefiel allgemein und hatte trotzdem bei näherer Prüfung nicht einen einzigen ausgesprochenen schönen Zug … sie hatte ein gewisses unbeschreiblich Interessantes an sich, das in die Augen sprang und fesselte‘. ‚Sylvia war der Abgott Frankreichs‘, „l'idole de la France“. Sie verfügte über ‚Beweglichkeit, Stimme, Geist, Gesichtsausdruck, Haltung und eine große Kenntnis des menschlichen Herzens. Alles an ihr war Natur, und die Kunst, die diese Natur vervollkommnete, blieb stets verborgen.‘ ‚Sie wollte nur Freunde haben, niemals Liebhaber.‘ ‚Niemals wagte das launenhafte Parkett Sylvia auszuzischen, nicht einmal in den Rollen, die ihm nicht gefielen; man sagte einmütig, die berühmte Schauspielerin sei eine Frau, die hoch über ihrem Beruf stehe.‘ Besonders feindselig war das Pariser Publikum bei den Erstaufführungen Marivaux‘, denn seine Kritiker, allen voran Voltaire, versuchten die Uraufführung zu Fall zu bringen; Casanova, der gleichfalls eine unerfreuliche Auseinandersetzung mit Voltaire hatte, wenn er auch sein Genie anerkannte, hebt wohl auch aus diesem Grunde die Sonderrolle der Schauspielerin hervor.
Aldo Ravà veröffentlichte 1912 einen Brief aus der Feder von Silvia Balletti an Giacomo Casanova vom 7. September 1757 in dem sie seinen drei Tage zuvor geschriebenen Brief beantwortete (S. 86–88). Sie dankte ihm für seine ärztliche Sorge, und sie hoffte, ihre Gesundheit würde sich wieder bessern. Außerdem schreibt sie von seinem kurzen Aufenthalt in Lille, den er in seinen Memoiren, der Histoire de ma vie, nicht erwähnt; er musste eine offenbar gefährliche Angelegenheit regeln. Außerdem schreibt sie von ihrem Sohn, dem Freund Casanovas, der Paris verlassen musste, dann von ihrer Tochter, die vor der Truppe sang und Gitarre spielte. Sie sorgte sich um Casanovas unmäßiges Essen und die Folgen für seinen Magen, was sie sich als erklärte Freundin erlaubte.

### Rückzug und Tod (1758)
Anfang 1758 zog sie sich von der Bühne zurück. Sie starb noch am 16. September desselben Jahres. Casanova, der sich 1757 bis 1759 erneut in Paris aufhielt, schrieb mitfühlend: ‚Die Natur hat dieser einzigen Frau zehn Jahre ihres Lebens geraubt; denn im Alter von sechzig Jahren … wurde sie schwindsüchtig; das Pariser Klima spielt den italienischen Schauspielerinnen ziemlich oft solche Streiche. Zwei Jahre vor ihrem Tode sah ich sie die Rolle der Marianna im Marivauschen Stücke spielen, und trotz ihrem Alter und ihrem Zustand war die Illusion vollständig. Sie starb in meiner Gegenwart, ihre Tochter umschlungen haltend; fünf Minuten vor ihrem Verscheiden gab Sie ihre letzten Ratschläge.‘

## Quellen

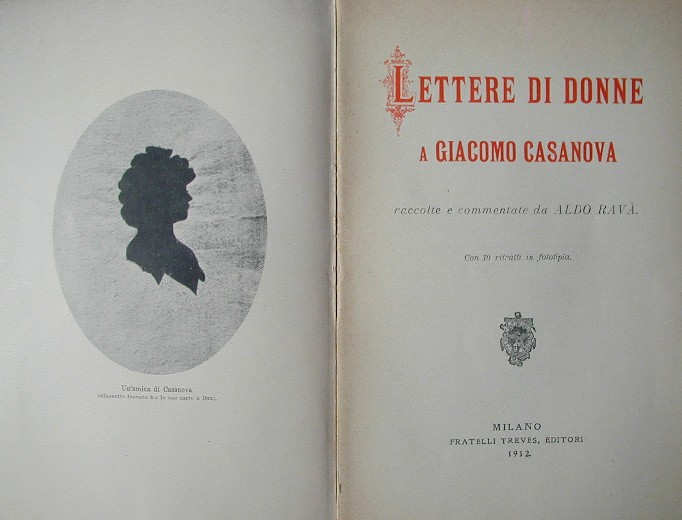
Aldo Ravà (Hrsg.): Lettere di donne a Giacomo Casanova, Mailand 1912